# Andrea Gioannetti

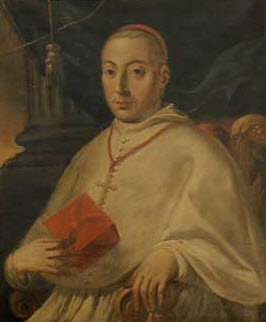
Andrea Kardinal Gioannetti

Andrea Gioannetti OSBCam (eigentlich Melchiorre Benedetto Lucidoro Gioannetti) (* 6. Januar 1722 in Bologna; † 8. April 1800 ebenda) war Erzbischof von Bologna.

## Leben
Gioannetti trat 1739 in das Kamaldulenser-Kloster Sant’Apollinare in Classe in Ravenna ein. Er studierte dort Theologie, wurde Lehrer an den Schulen des Ordens und im Juni 1753 theologischer Berater des Erzbischofs von Ravenna, Ferdinando Romoaldo Guiccioli. Andrea Gioannetti wurde 1763 Abt seines Heimatklosters Classe, 1773 Abt des Klosters San Gregorio al Monte Celio in Rom.
Er wurde am 20. Januar 1776 Titularbischof von Hemeria und Apostolischer Administrator von Bologna. Seine Bischofsweihe wurde am 4. Februar 1776 in Rom von Kardinal Giovanni Francesco Albano vorgenommen, Mitkonsekratoren waren Giovanni Francesco Guidi di Bagno-Talenti, Titularerzbischof von Myra, und Giovanni Tommaso Gallarati Ghislieri, Titularbischof von Paros. Am 15. Dezember 1777 wurde er zum Erzbischof von Bologna ernannt. Papst Pius VI. kreierte ihn am 23. Juni 1777 in pectore zum Kardinal. Dieser Schritt wurde am 15. Dezember 1777, dem Tag seiner Erhebung zum Erzbischof von Bologna, publiziert.
Gioannetti nahm auf San Giorgio Maggiore (Venedig) am Konklave von 1799/1800 teil, konnte jedoch Papst Pius VII. nicht mehr mitwählen, da er einige Wochen zuvor starb. Nach seinem Tod trat eine mehr als zweijährige Sedisvakanz auf dem Stuhl des Erzbistums von Bologna ein, normale kirchliche Zustände konnten ohnehin erst nach dem Fall der napoleonischen Herrschaft 1814 wiederhergestellt werden.